# Тиме, Марина Георгиевна
Марина Георгиевна Тиме (23 мая 1913, Санкт-Петербург — 1999, Санкт-Петербург) — советская художница, живописец, график и педагог, член Санкт-Петербургского Союза художников (до 1992 года — Ленинградской организации Союза художников РСФСР).

## Биография
Родилась 23 мая 1913 года в Санкт-Петербурге в дворянской семье. Её отец Георгий Петрович Блок был юристом и приходился двоюродным братом поэту Александру Блоку. В 1933 году вышла замуж за Дмитрия Александровича Тиме, взяв фамилию мужа. В 1936—1940 годах училась в Ленинградском художественно-педагогическом училище. В 1940 году поступила на живописный факультет Ленинградского института живописи, скульптуры и архитектуры ВАХ, который окончила в 1949 году по мастерской Р. Р. Френца с присвоением квалификации художника живописи. Дипломная работа — картина «Парусный спорт. Яхтклуб» (в некоторых источниках приводится другое название — «Спортивный отдых»).
После окончания института Марина Тиме в течение 20 лет преподавала в Ленинградском художественно-педагогическом училище. Одновременно работала творчески, писала пейзажи, в том числе Ленинграда, портреты, натурные этюды. Работала в технике масляной живописи, акварели, гуаши. С 1949 года участвовала в выставках. В 1955 году была принята в члены Ленинградского Союза художников. Среди созданных ею произведений картины «Натюрморт с синей чашкой» (1956), «Перед игрой. Портрет Анатолия Карпова» (1975), «Сирень» (1978), «Портрет Индиры Ганди» (1986) и другие.
На рубеже 1980-х и 1990-х годов работы Марины Тиме в составе экспозиций произведений ленинградских художников были представлены европейским зрителям на целом ряде зарубежных выставок.
Последние годы жизни провела в доме для престарелых неподалёку от Смольного. Скончалась в 1999 году.
Произведения М. Г. Тиме находятся в различных музеях и частных собраниях в России и за рубежом. Несколько её знаковых произведений — «Портрет Ольги Берггольц», масляные натюрморты и портреты близких — хранятся в первом в России музее современного искусства — Сосновоборском художественном музее современного искусства (г. Сосновый Бор, Ленинградская область).

## Выставки
- 1957 год (Ленинград): 1917—1957. Выставка произведений ленинградских художников.
- 1975 год (Ленинград): Наш современник. Зональная выставка произведений ленинградских художников.
- 1978 год (Ленинград): Осенняя выставка произведений ленинградских художников.
- 1985 год (Ленинград): 40 лет Великой победы. Выставка произведений художников — ветеранов Великой Отечественной войны.
- Апрель 1991 года (Париж): Выставка «Русские художники».